# Ерве Море
Ерве Море (фр. Hervé Maurey; нар. 7 травня 1961) — французький політик, сенатор (голова групи дружби «Франція — Україна»), голова Комісії зі сталого розвитку, інфраструктури, обладнання та впорядкування територій і мер Берне (Ер). Член Союзу демократів і незалежних.
Він є онук Макса Море, театрального драматурга і режисера, і сином Марселя Море, директор театру Вар'єте.
Ерве Море отримав ступінь магістра у галузі публічного права в Університеті Пантеон-Ассас (1983), закінчив Інститут політичних досліджень (Париж) (1985).
Він був парламентським помічником, перш ніж працювати з 1990 по 2003 у компаніях M et M Conseil, M et M Partner і Altédia Santé.
Ерве Море був радником муніципалітету Боннвіль-Апто (1983–1989) і заступником мера Берне (2001–2003) до обрання мером Берне у 2003 році і головним юрисконсультом fr:Canton de Bernay-Ouest (2004-2009).
Ерве Море був радником міністра оборони Ерве Морена (2007–2008).

## Нагороди
- Лицар ордена Почесного легіону;
- Лицар ордена Сільськогосподарських заслуг;
- орден «За заслуги» III ступеня (Україна, 23 серпня 2017)[7]